# Spoorlijn Bordeaux-Saint-Jean - Irun
De spoorlijn Bordeaux-Saint-Jean - Irun is een Franse spoorlijn van Bordeaux via Dax naar Irun in Spanje. De lijn is 235,1 km lang en heeft als lijnnummer 655 000.

## Geschiedenis
Het eerste gedeelte van de lijn, tussen Bordeaux-Ségur en Lamothe werd geopend door de Compagnie des chemins de fer de Bordeaux à La Teste op 7 juli 1841. 
Nadat de concessie overging naar de Compagnie des Chemins de fer du Midi, werd het gedeelte tussen Lamothe en Irun in gedeeltes geopend. Van Lamothe naar Dax op 12 november 1854, van Dax naar Bayonne op 26 maart 1855 en van Bayonne naar Irun op 21 april 1864. Op 27 mei 1855 werd de lijn in Bordeaux aangesloten op station Saint-Jean en werd het het gedeelte tussen Bordeaux-Ségur en Talence-Médoquine gesloten.
Sinds 2017 is geen grensoverschrijdend personenvervoer meer tussen Hendaye en Irun. Alle verkeer wordt afgewikkeld via de weg en lijn E2 van Euskotren.

## Treindiensten
De SNCF verzorgt het personenvervoer op dit traject met TGV, IC en TER treinen.
| Serie    | Treinsoort | Route | Bijzonderheden |
| -------- | ---------- | --- | -------------- |
| TGV 8530 | TGV (SNCF) | Paris-Montparnasse – Bordeaux-Saint-Jean – Dax – Bayonne – Biarritz – Saint-Jean-de-Luz - Ciboure – Hendaye                       |                |
| TGV 8560 | TGV (SNCF) | Paris-Montparnasse – Bordeaux-Saint-Jean – Dax – Orthez – Pau – Lourdes – Tarbes                                                  |                |
| IC 3700  | IC (SNCF)  | Paris-Austerlitz – Les Aubrais – Dax – Bayonne – Orthez – Pau – Lourdes – Tarbes                                                  | nachttrein     |
| IC 14100 | IC (SNCF)  | Toulouse-Matabiau – Montréjeau - Gourdan-Polignan – Tarbes – Lourdes – Pau – Orthez – Bayonne – Biarritz – Hendaye                |                |
| D 45     | TER (SNCF) | Bordeaux-Saint-Jean – Pessac – Ychoux – Morcenx – Mont-de-Marsan                                                                  |                |
| D 51     | TER (SNCF) | Bordeaux-Saint-Jean – Pessac – Facture-Biganos – Morcenx – Dax – Saint-Vincent-de-Tyrosse – Bayonne – Biarritz – Hendaye          |                |
| D 52     | TER (SNCF) | Bordeaux-Saint-Jean – Pessac – Facture-Biganos – Morcenx – Dax – Orthez – Pau – Lourdes – Tarbes                                  |                |
| L 42     | TER (SNCF) | Pointe-de-Grave – [ Bordeaux-Saint-Jean ] / [ Pessac ]                                                                            |                |
| L 45     | TER (SNCF) | Bordeaux-Saint-Jean – Pessac – Facture-Biganos – Morcenx – Mont-de-Marsan                                                         |                |
| L 51     | TER (SNCF) | Bordeaux-Saint-Jean – Pessac – Facture-Biganos – Ychoux – Morcenx – Dax – Saint-Vincent-de-Tyrosse – Bayonne – Biarritz – Hendaye |                |
| L 52     | TER (SNCF) | Bordeaux-Saint-Jean – Pessac – Facture-Biganos – Morcenx – Dax – Orthez – Pau – Lourdes – Tarbes                                  |                |
| L 53     | TER (SNCF) | Hendaye – Saint-Jean-de-Luz - Ciboure – Biarritz – Bayonne – Orthez – Pau – Lourdes – Tarbes                                      |                |
| F 41     | TER (SNCF) | Bordeaux-Saint-Jean – Arcachon |                |
| F 41+    | TER (SNCF) | Coutras – Libourne – Bordeaux-Saint-Jean – Arcachon                                                                               |                |
| F 42     | TER (SNCF) | Macau – [ Bordeaux-Saint-Jean ] / [ Pessac ]                                                                                      |                |
| F 51     | TER (SNCF) | Dax – Saint-Vincent-de-Tyrosse – Bayonne – Biarritz – Hendaye                                                                     |                |

## Aansluitingen
In de volgende plaatsen is of was er een aansluiting op de volgende spoorlijnen:
Bordeaux-Saint-Jean
RFN 500 000, spoorlijn tussen Chartres en Bordeaux-Saint-Jean
RFN 570 000, spoorlijn tussen Paris-Austerlitz en Bordeaux-Saint-Jean
RFN 640 000, spoorlijn tussen Bordeaux-Saint-Jean en Sète-Ville
Poste 4
RFN 640 306, raccordement circulaire van Bordeaux-Saint-Jean
aansluiting Médoquine
RFN 586 000, ceinture van Bordeaux
Pessac
RFN 586 306, raccordement van Échoppes-Pessac
Facture-Biganos
lijn tussen Lesparre en Saint-Symphorien
Lamothe
RFN 657 000, spoorlijn tussen Lamothe en Arcachon
Ychoux
lijn tussen Ychoux en Biscarrosse-Plage
lijn tussen Ychoux en Moustey
Labouheyre
lijn tussen Labouheyre en Mimizan-Plage
lijn tussen Labouheyre en Sabres
lijn tussen Labouheyre en Bias
Morcenx
RFN 652 000, spoorlijn tussen Morcenx en Bagnères-de-Bigorre
lijn tussen Morcenx en Saint-Julien-en-Born
Laluque
lijn tussen Laluque en Saint-Girons
lijn tussen Laluque en Tartas
Dax
RFN 654 000, spoorlijn tussen Dax en Mont-de-Marsan
RFN 656 000, spoorlijn tussen Puyoô en Dax
lijn tussen Dax en Azur
Saint-Vincent-de-Tyrosse
lijn tussen Saint-Vincent-de-Tyrosse en Léon
Labenne
lijn tussen Labenne en Seignosse
Bayonne
RFN 650 000, spoorlijn tussen Toulouse en Bayonne
RFN 658 000, spoorlijn tussen Bayonne en Allées-Marines
RFN 660 000, spoorlijn tussen Bayonne en Saint-Jean-Pied-de-Port
Biarritz
RFN 659 000, spoorlijn tussen Biarritz-la-Négresse en Biarritz-Ville
Hendaye
RFIG 100, spoorlijn tussen Madrid en Hendaye
Irun
RFIG 100, spoorlijn tussen Madrid en Hendaye

## Elektrische tractie
De lijn werd in gedeeltes geëlektrificeerd met een gelijkspanning van 1500 volt. Tussen Dax en Irun in 1926 en tussen Bordeaux-Saint-Jean en Dax in 1927. 

## Galerij

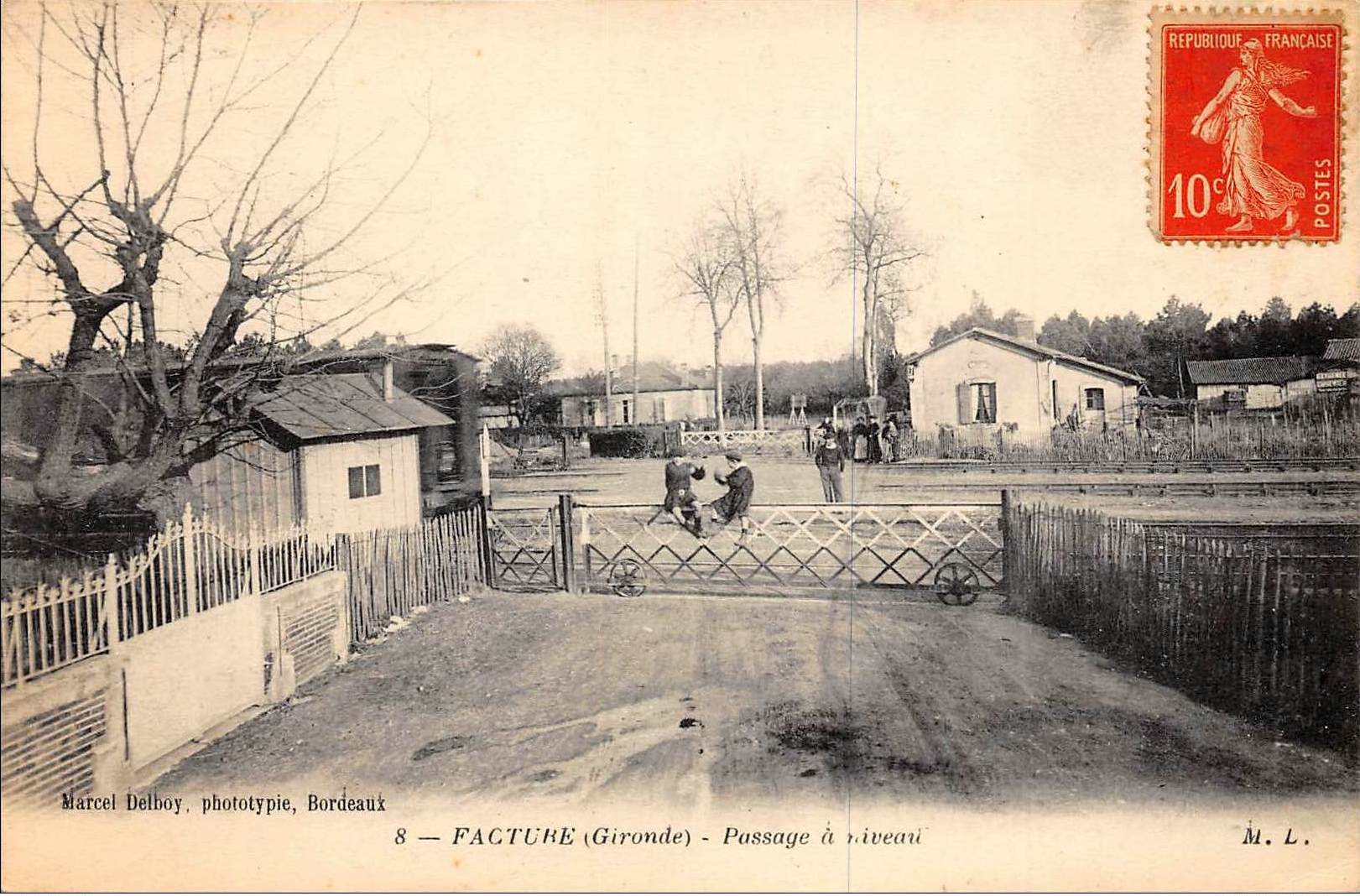
Overweg bij Facture begin 20e eeuw.
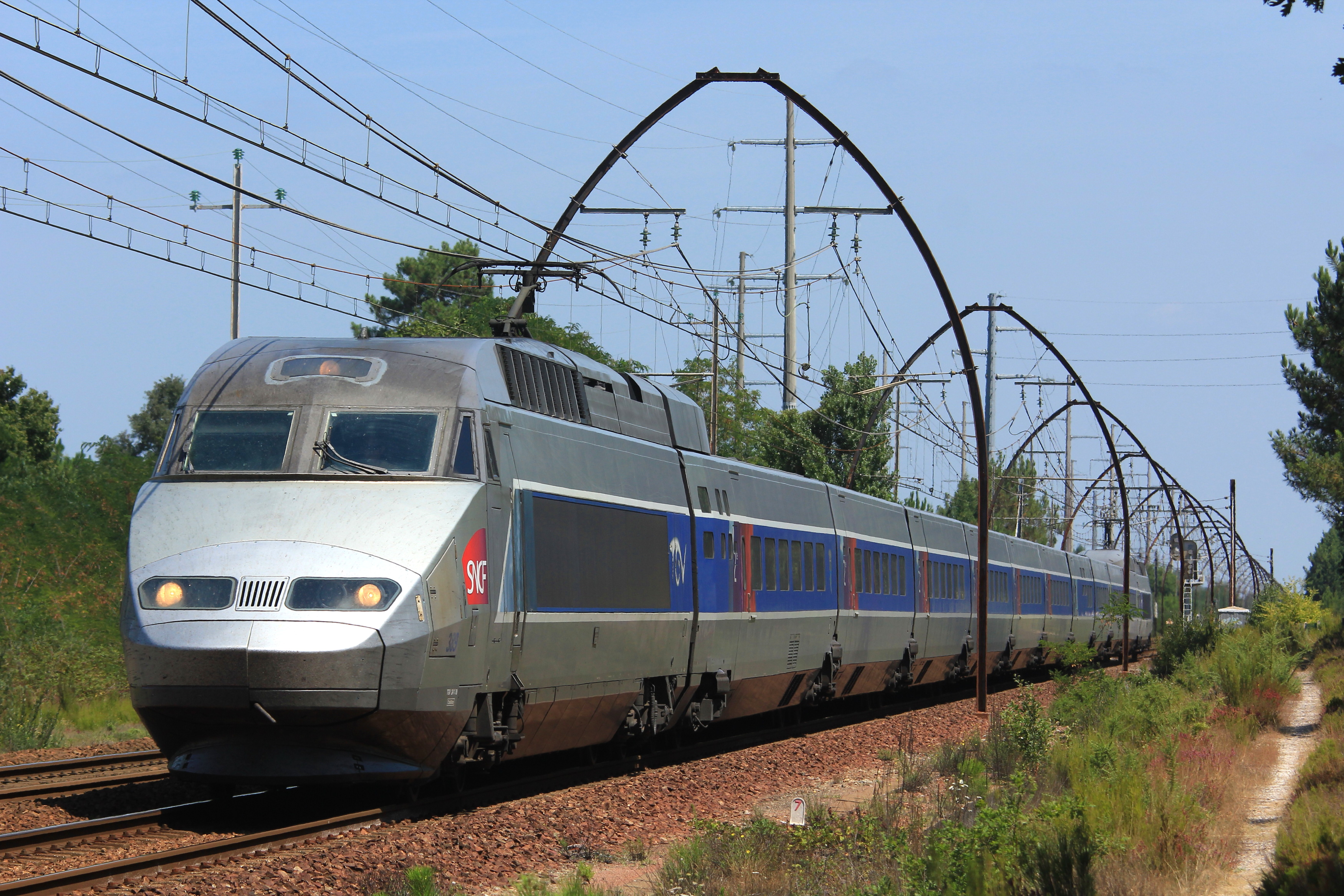
TGV in de buurt van Facture.
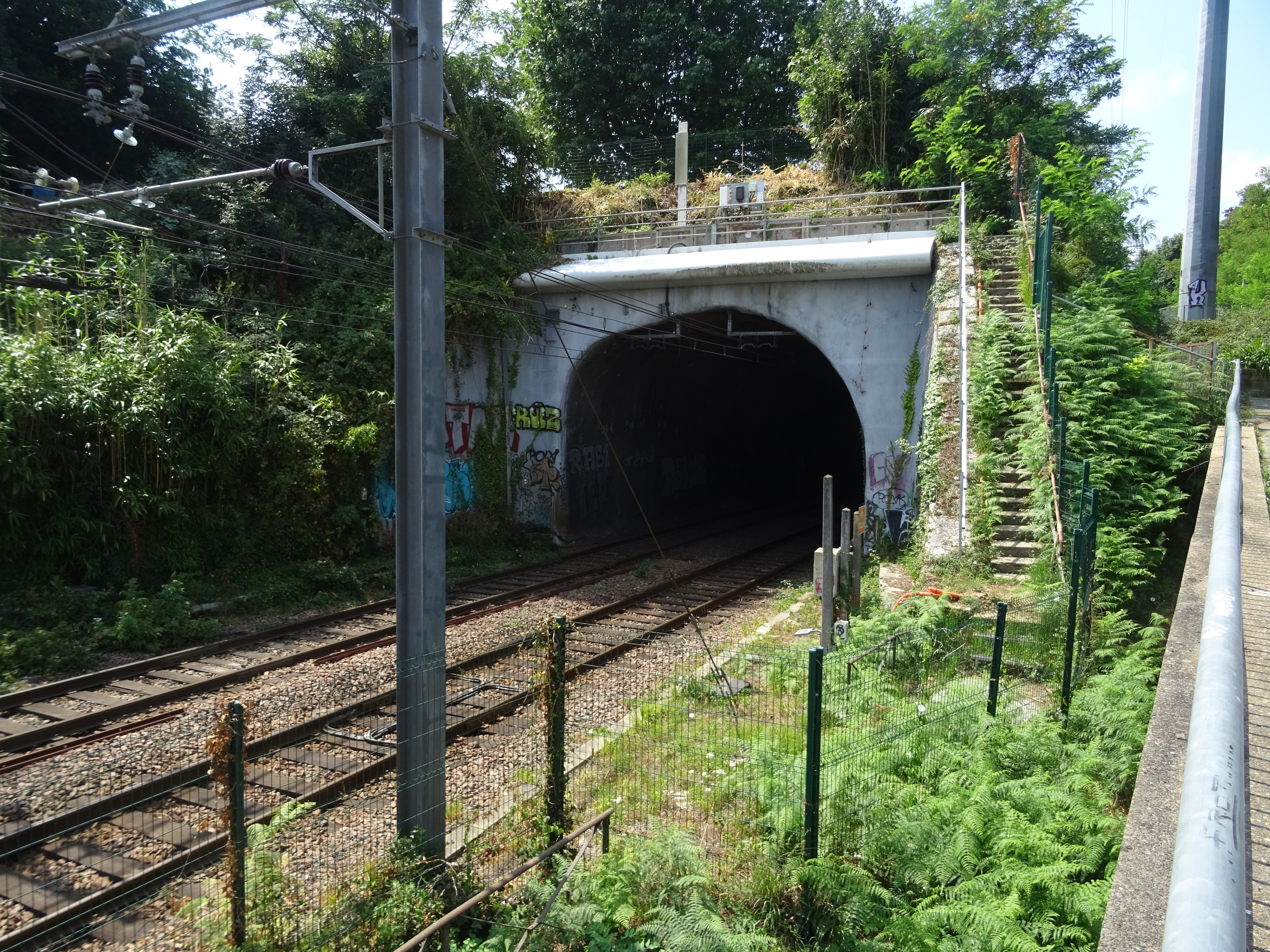
Noordportaal van de tunnel van Mousserolles bij Bayonne.
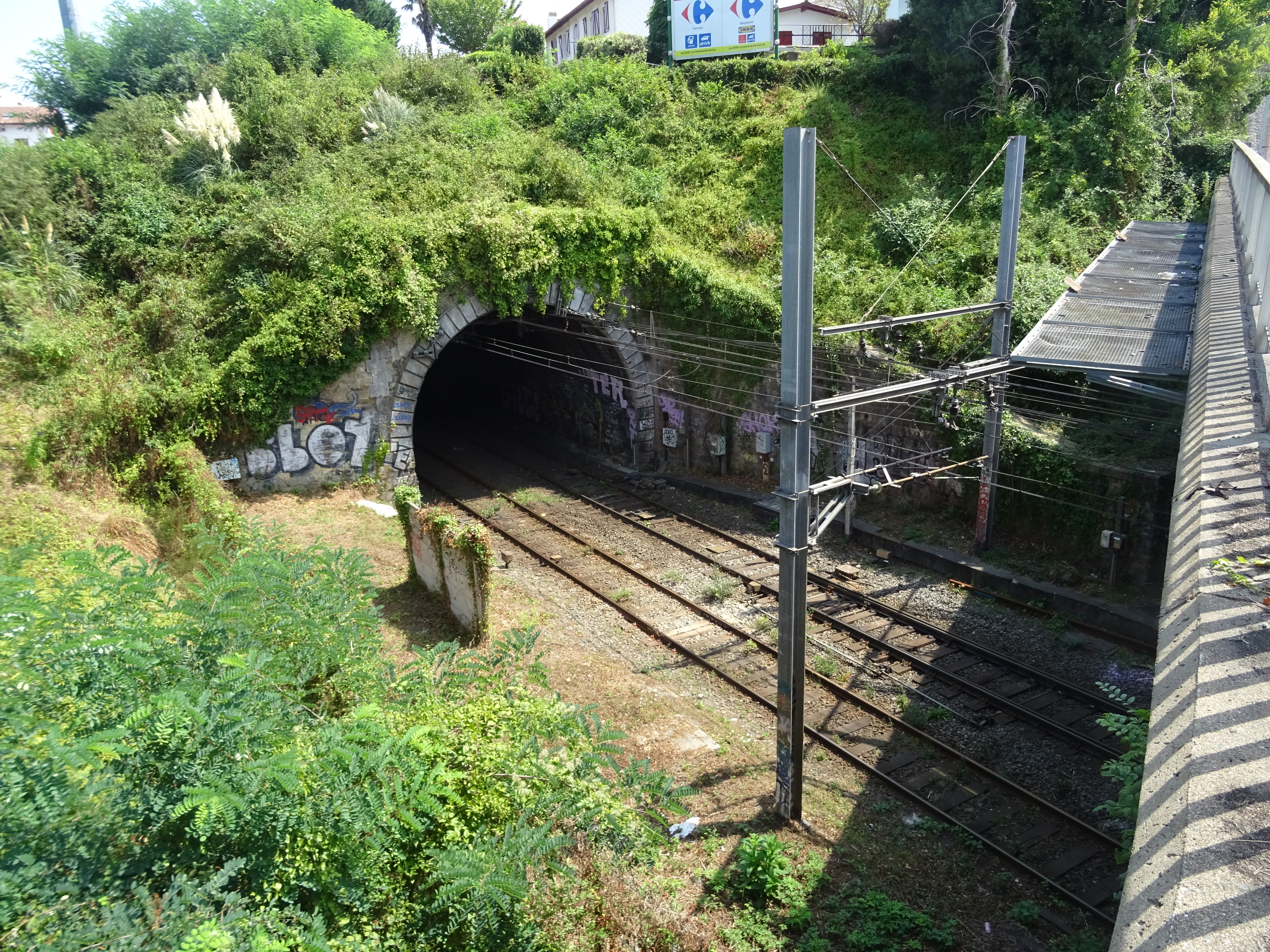
Zuidportaal van de tunnel van Mousserolles bij Bayonne.
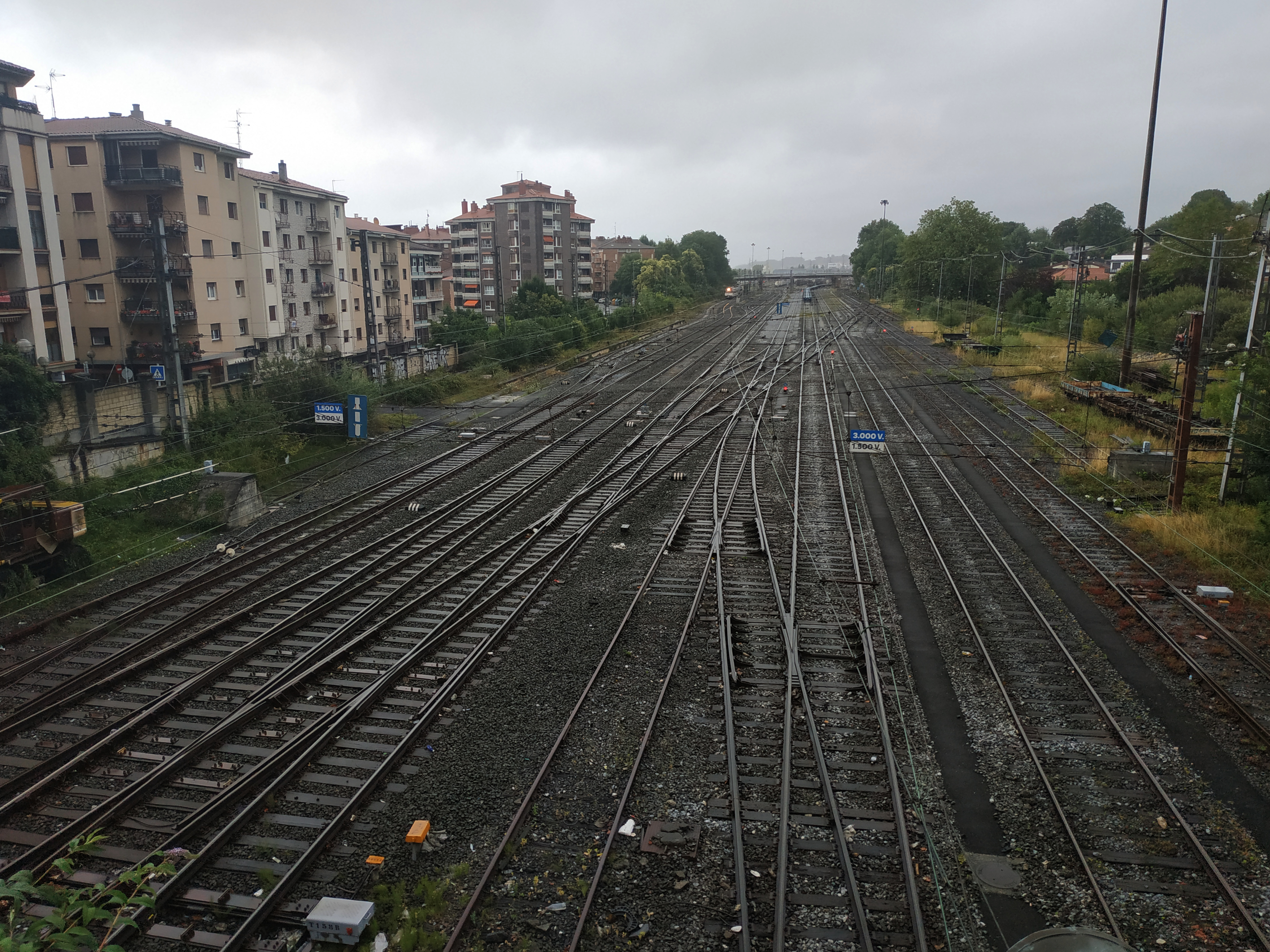
Spanningssluis in Irun.